# Hundsheimer Berg

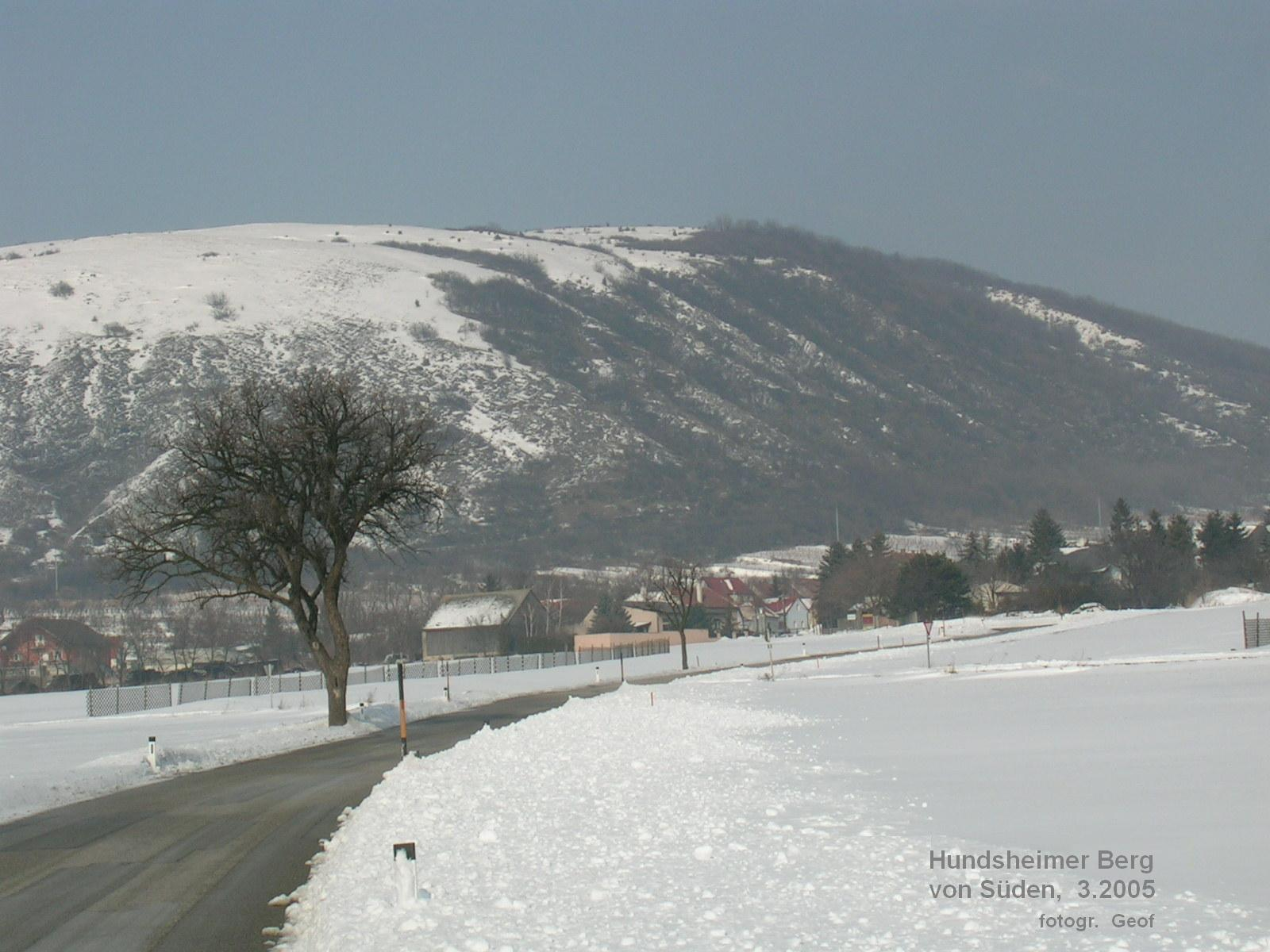
Hundsheimer Berg, gesehen von Süden (Gemeinde Hundsheim)

Der Hundsheimer Berg ist ein breit geformter Berg am Ostrand Österreichs; er erhebt sich steil zwischen der Stadt Hainburg und der Ortschaft Hundsheim 480 m über die Donauauen, nahe dem Dreiländereck Österreich-Ungarn-Slowakei. Die Donau bildet hier zu den Kleinen Karpaten ein kurzes Durchbruchstal, das den Namen Ungarische Pforte (oder Hainburger oder Thebener Pforte) trägt und seit der Völkerwanderung gegen den Osten stark befestigt war.

## Geologie und Geografie
Geologisch liegt das breite Bergmassiv mit flacher Gipfelregion am Übergang vom Wiener Becken zu den Kleinen Karpaten. Es besteht im östlich aufgeschlossenen Sockel aus Kristallingestein der Tatriden mit aufgelagerten Kalkstein- und Kalksandstein-Bereichen, vor allem Gipfel, am Hexenberg und Pfaffenberg (331 m) am Westhang, wo sich der Römersteinbruch über dem heutigen Kurort Deutsch-Altenburg befindet. Der leuchtend helle, sich über 120 Höhenmeter erstreckende Steinbruch ist schon von weither sichtbar und liefert gutes, mit Crinoiden und anderen Versteinerungen durchsetztes Baumaterial.
Die farblich gebankten Mitteltrias-Kalke wurden großteils konkordant abgelagert, sind aber bei der „Hundsheimer Spalte“ und bei der Kalkofen-Siedlung stark verschoben und in einige S-förmige Falten gelegt. Diese Strukturen weisen auf eine hohe Beanspruchung dieses tiefen tektonischen Stockwerks der Tatriden hin. 

Die Kristallin- und Kalkgesteine, die hier gemischt auftreten, bilden durch das Leithagebirge eine Verbindung zu jenen der Zentralalpen.

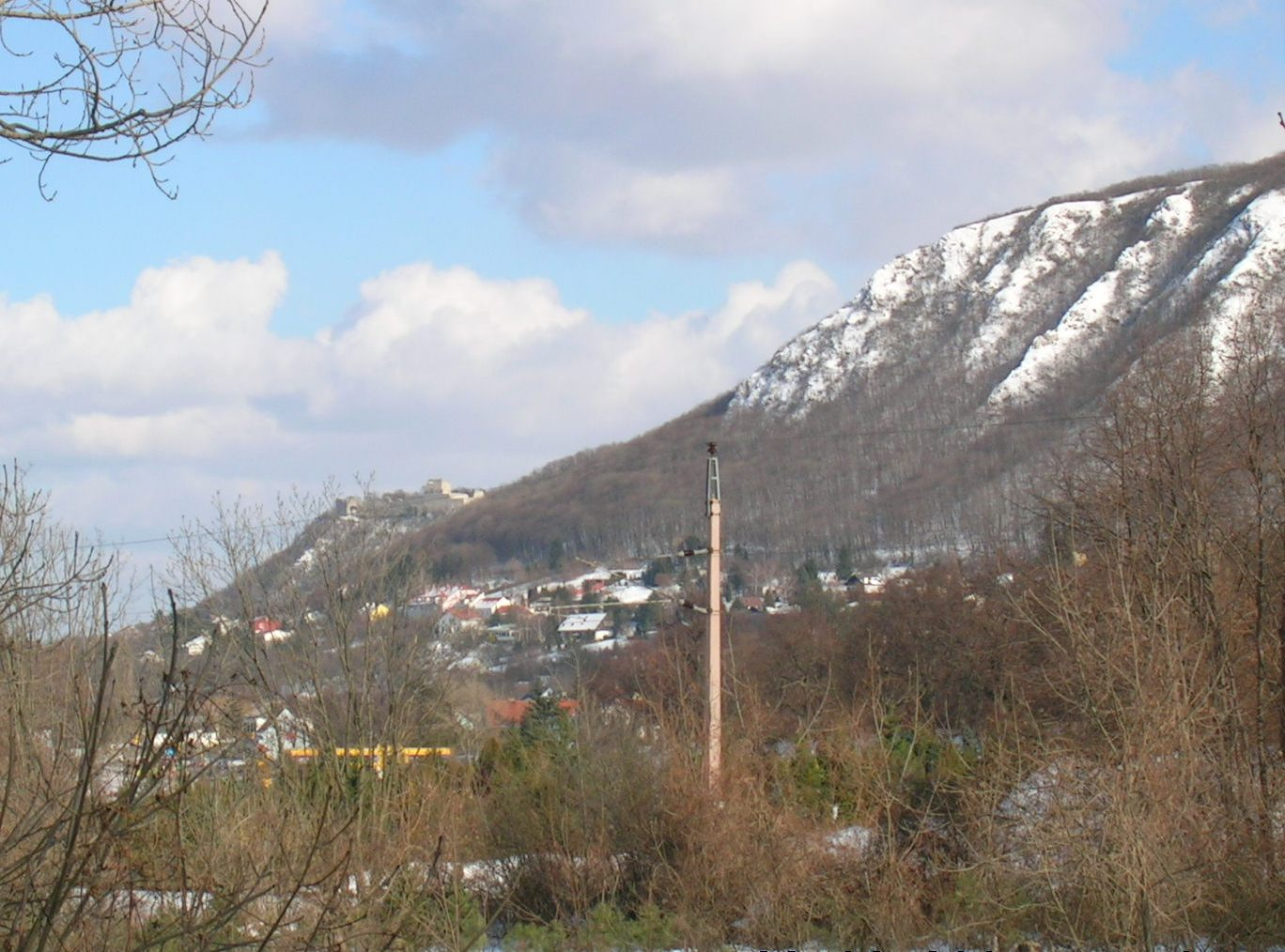
Hundsheimer Berg (Nordflanke) und Hainburger Schlossberg

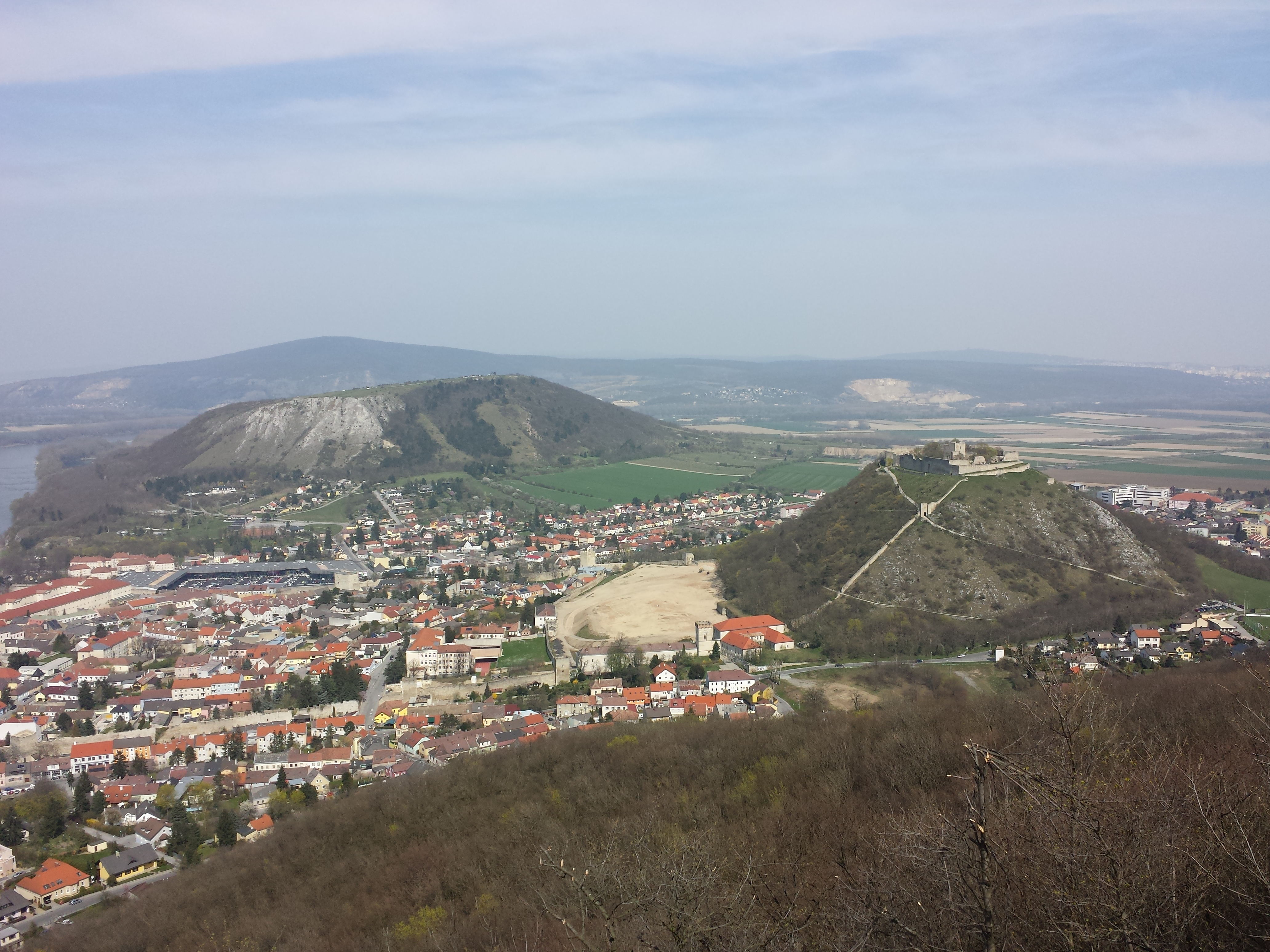
Blick vom Hundsheimer Berg in Richtung Hainburg und auf den Schlossberg mit der Burganlage. Dahinter der Braunsberg sowie der Devínska Kobyla. Rechts am Horizont erkennt man Teile Bratislavas.

Am steilen Osthang – zum Hainburger Schlossberg hin – treten unter dem Kalkstein Serien von Grünschiefern, Hornstein, Biotit-Quarz-Phylliten und Granit auf. Weiter östlich in einem Steinbruch bei der Ortschaft Berg wird paläozoischer, tektonisch stark verfalteter Paragneis abgebaut. Ein weiterer Steinbruch in Donaunähe (bei Bad Deutsch-Altenburg) dient der Wasserstraßendirektion (ehem. Bundesstrombauamt, jetzt Teil der via donau) zur Befestigung der sich stetig eintiefenden Stromsohle. Der riesige Steinbruch am Pfaffenberg hingegen birgt zunehmenden Konfliktstoff zwischen Wirtschaft, Fremdenverkehr, Archäologie und Umweltschutz – d. h. zwischen dem Betreiber Hollitzer (Rohrdorfer Gruppe, 2005 bis 2015 CEMEX Austria, davor Readymix Kies-Union), der den wachsenden Bedarf an Massenrohstoffen befriedigt, und den umliegenden Gemeinden Altenburg, Hundsheim und Hainburg bzw. einigen ihrer Kurhäuser.
Der Hundsheimer Berg weist eine außerordentlich reiche pannonische Trockenvegetation über Kalkstein von internationaler Bedeutung auf. Er beherbergt eine Vielzahl an Lebensräumen und eine große Anzahl seltener und schützenswerter Arten. Teile sind als vom Menschen weitgehend unbeeinflusste Waldsteppe erhalten geblieben, andere Teile wurden jahrhundertelang beweidet und drohen nun, nach Einstellung der Beweidung vor wenigen Jahrzehnten, zu verbuschen.
Außerdem ist der Hundsheimer Berg ein wichtiger Vermessungspunkt erster Ordnung und Zielpunkt der vom Fundamentalpunkt Hermannskogel (dem höchsten Berg Wiens) ausgehenden Dreiecksseite, die die Orientierung des österreichischen Triangulationsnetzes festlegte. Diese Sichtlinie von 60 km Länge quert das Wiener Becken in seiner vollen Breite. Der Vermessungspfeiler steht nahe beim Gipfelkreuz und der kleinen, nur am Wochenende geöffneten Berghütte.
Seit 2006 gibt es den „Naturlehrpfad Hundsheimer Berg“, wo auf Schautafeln auch auf das in der Nähe gefundene Skelett des ausgestorbenen Hundsheimer Nashorns hingewiesen wird.

## Die Hundsheimer Berge und ihre Umgebung, um 1873
Aufnahmeblätter der Franzisco-Josephinischen Landesaufnahme

Hundsheimer Berg, Pfaffenberg und Hexenberg
Der Ort Hundsheim (oben rechts) liegt südlich der Hundsheimer Berge
Hainburger Pforte, österreichische Seite
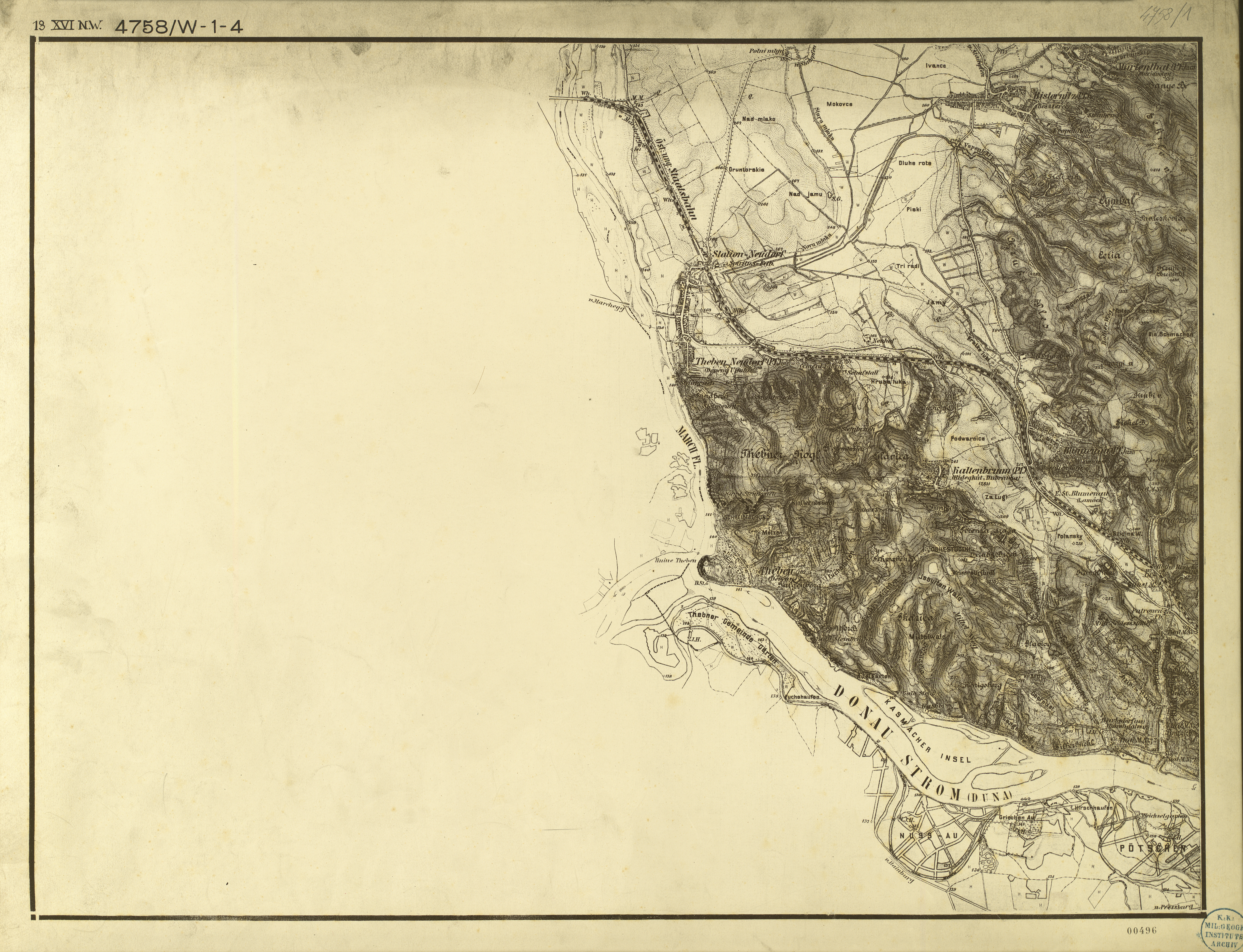
Hainburger Pforte, slowakische Seite (Devín/Theben)